# Allocyclopina inopinata
Allocyclopina inopinata – gatunek widłonoga z rodziny Cyclopinidae. Nazwa naukowa tego gatunku skorupiaków została opublikowana w 2008 roku przez Danielle Defaye i Yenumula Ranga Reddy.